# Hypocaccus teretrioides
Hypocaccus teretrioides är en skalbaggsart som först beskrevs av Schmidt 1889.  Hypocaccus teretrioides ingår i släktet Hypocaccus och familjen stumpbaggar. Inga underarter finns listade i Catalogue of Life.